# خوليو ماسيراس
خوليو ماسيراس (بالإسبانية: Julio Maceiras)‏ مواليد 22 أبريل 1926 في الأوروغواي - الوفاة 06 سبتمبر 2011، كان لاعب كرة قدم أوروغوياني كان يلعب كحارس مرمى. سبق له أن لعب في كأس العالم لكرة القدم مع منتخب بلاده.

## روابط خارجية
- خوليو ماسيراس على موقع الاتحاد الدولي (مؤرشف)  (الإنجليزية)
- خوليو ماسيراس على موقع قاعدة بيانات كرة القدم.إي يو (الإنجليزية)
- خوليو ماسيراس على موقع ناشيونال فوتبول تيمز (الإنجليزية)
- خوليو ماسيراس على موقع Soccerway.com (الإنجليزية)
- خوليو ماسيراس على موقع عالم كرة القدم.نت (الإنجليزية)